# G20
G20 (sau mai formal, Grupul celor douăzeci de miniștri ai finanțelor și ai guvernatorilor băncilor centrale, conform originalului din engleză, [the] Group of Twenty Finance Ministers and Central Bank Governors) este un forum creat în 1999, după crizele din Asia și Rusia, pentru a reuni economiile dezvoltate și marile economii emergente: pe de o parte, Marea Britanie, Germania, Franța, Italia, Statele Unite, Canada, Japonia și  Rusia, care compun zona dezvoltată a economiei mondiale, iar pe de altă parte, Argentina, Brazilia, Mexic, China, India, Australia, Indonezia, Arabia Saudită, Africa de Sud, Coreea de Sud și Turcia, care compun zona emergentă a economiei mondiale, alături de reprezentanți ai Uniunii Europene, ai Fondului Monetar Internațional și ai Băncii Mondiale. 
Este un grup de miniștri de finanțe și guvernatori ai băncilor centrale din 20 de economii – 19 ale celor mai mari economii naționale, plus al Uniunii Europene. Țările G20 reprezintă două treimi din populația planetei și aproape 90% din Produsul Intern Brut al acesteia.

## Foste, actuale și viitoare reuniuni ale G-20
- 1999 – Berlin, Germania
- 2000 – Montreal, Canada
- 2001 – Ottawa, Canada
- 2002 – Delhi, India
- 2003 – Morelia, Mexic
- 2004 – Berlin, Germania
- 2005 – Beijing, China

Reuniunea în Melbourne, Australia.

Logo reuniunea din 2017 de la Hamburg

- 2006 – Melbourne, Australia (2006 G-20 ministerial meeting)
- 2007 – Cape Town, Africa de Sud
- 2008 – São Paulo, Brazilia
- 2008 – Washington, D.C., SUA (G-20 Leaders Summit on Financial Markets and the World Economy)[3][4]
- 2009 – London, Marea Britanie
- 2009 – Pittsburgh, SUA
- 2010 – Toronto, Canada
- 2010 – Seul, Coreea de Sud
- 2011 – Cannes, Franța
- 2012 – Los Cabos, Mexic
- 2013 – Moscova, Rusia
- 2013 – Sankt Petersburg, Rusia
- 2014 – Brisbane, Australia
- 2015 – Antalya, Turcia
- 2016 – Hangzhou, China
- 2017 – Hamburg, Germania
- 2018 - Buenos Aires, Argentina
- 2019 - Osaka,Japonia
- 2020 - Riad, Arabia Saudită
- 2021 ‐ Roma, Italia

## Reuniunea G-20 din 2016
In anul 2016, reuniunea (summit-ul) G-20 a avut loc in regiunea Hangzhou, China, în luna septembrie. Reuniunea a avut loc între 4 si 5 septembrie și a fost prima reuniune G-20, care a fost găzduită în China. La acest summit, au participat lideri ai țărilor: Argentina, Australia, Brazilia, Canada, China, Franța, Germania, India, Indonezia, Italia, Japonia, Mexic, Rusia, Arabia Saudită, Africa de Sud, Republica Coreea (Coreea de Sud), Marea Britanie, Turcia, Statele Unite. De asemena, au participat și Președintele Consiliului European și Președintele Comisiei Europene.
În perioada premergătoare întrunirii, autoritățile chineze au închis mai multe case de rugăciune și biserici creștine din Zhejiang, autoritățile susținând că unele biserici și credințe populare ar prezenta un risc mare de securitate.